# Dichte (Fotografie)
Unter Dichte oder Densität versteht man in der Fototechnik das Ausmaß der Umwandlung eines lichtempfindlichen Materials in sichtbares Grau/Schwarz (Schwärzung) oder in Farbe infolge der Belichtung und Entwicklung:
- für transparente fotografische Materialien ist das die optische Dichte (Extinktion)
- für reflektierendes Material (Papierbild) wird die Größe entsprechend angegeben.

Mit dem Zusammenhang zwischen der Belichtung und der erzielten Dichte, der durch den Dichteumfang und die Dichtekurve (auch Gradationskurve) beschrieben und durch den Entwicklungsprozess beeinflusst werden kann, beschäftigt sich die Sensitometrie.

## Dichteumfang
Der Dichteumfang ist die Spannbreite zwischen der minimalen (Dmin) und maximalen Dichte (Dmax) eines lichtempfindlichen Materials, für einen Film also zwischen der Dichte des Trägermaterials (Blankfilmdichte) und der maximalen Schwärzung. 
Beispielwerte für die maximal erreichbare Dichte Dmax: 
- Fotopapier ca. 2
- Negativfilm 2 bis 3
- Diafilm 3 bis 4

Bei der Digitalisierung von Filmen muss der Scanner die geringen Helligkeiten bei maximaler Schwärzung auflösen können. Produkte der Unterhaltungselektronik leisten das in der Regel nicht. Eine konstruktive Maßnahme ist die Verwendung eines Sensors mit besonders großem Dynamikumfang, wie einem Photomultiplier (im Trommelscanner). Eine Alternative ist die Verrechnung mehrerer verschieden belichteter Scans, siehe Multi-Exposure und HDRI-Erzeugung aus Belichtungsreihen.

## Dichtekurve

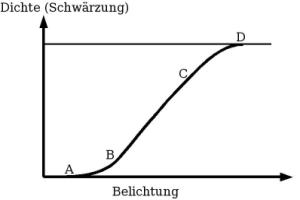
Dichtekurve; der lineare Bereich befindet sich zwischen den Punkten B und C

Die Dichtekurve beschreibt den Zusammenhang zwischen Belichtung (konkreter oft Belichtungszeit) und der Reaktion des lichtempfindlichen Materials (Film, Sensor).
Die Steilheit der Dichtekurve (bei logarithmischer Auftragung der Belichtung) wird als Gammawert bezeichnet:
- Führen geringe Änderungen der Belichtung zu starken Änderungen der Dichte, so spricht man von einem harten Verhalten (Gamma-Betrag größer 1, steile Kurve); dazu neigen Diafilme.
- Führen starke Änderungen der Belichtung zu geringen Änderungen der Dichte, so spricht man von einem weichen Verhalten (Gamma-Betrag kleiner 1, flache Kurve); dazu neigen Farb-Negativfilme.

Fotografisches Schwarzweiß-Papier kann kontrastvariabel (mit anpassbarer Dichtekurve) ausgestattet werden. 
Fotografisches Material ist nur in einem beschränkten Umfang in der Lage, linear, d. h. direkt proportional, auf Änderungen der Belichtung (genauer des Logarithmus der Belichtung) zu reagieren. Außerhalb dieses Bereiches werden Änderungen der Belichtung nicht mehr proportional (d. h. nicht mehr mit konstantem Gamma) in eine Änderung der Schwärzung (Dichte) überführt.
Chemische Filme reagieren außerhalb des linearen Bereiches durch langsame Annäherung an die minimale und maximale Dichte, wobei Farbänderungen auftreten können.
Auch bei elektronischen Bildsensoren besteht grundsätzlich ein ähnliches Sättigungsverhalten. Jedoch wird in der Regel bei der folgenden Signalverarbeitung (Analog-Digital-Wandlung) der Dynamikumfang "hart" beschnitten, wobei in typischen Situationen oftmals nur einzelne Farbkanäle betroffen sind.
Der abrupte Übergang vom (näherungsweise) linearen Verhalten (Gamma = 1) zu einem konstanten Maximalwert und die damit verbundenen Artefakte bei elektronischen Bildsensoren sind typischerweise deutlicher wahrnehmbar als die kontinuierlich einsetzenden Farbverschiebungen in traditionellen fotochemischen Verfahren.

## Folgerungen für die Fotografie
Filmmaterial und Sensoren weisen einen eingeschränkten Dichteumfang auf. Diesem entspricht über die Dichtekurve ein Belichtungsumfang. Nur wenn der Motivkontrast kleiner ist als der Belichtungsumfang, kann das Motiv vollständig in allen Lichtern und Schatten wiedergegeben werden. Mit dem Zonensystem wurde versucht, die Wiedergabekette vom Motiv bis zum Positiv zu optimieren.

## Die Gradationskurve in der digitalen Bildbearbeitung
Manche Software zur digitalen Bildbearbeitung bietet als Hilfsmittel an, Bilder mit Hilfe einer Gradationskurve oder Tonwertkurve (Tonwertkorrektur) zu verändern. Dabei kann zeichnerisch eine Beziehung zwischen den Eingangswerten der Bilder (oder einzelner Kanäle) und dem Rechenergebnis entworfen werden. Mögliche Anwendungen sind die Anhebung der Kontraste in den Schatten und Lichtern oder eine negative Darstellung des Bildes (Umkehr der Werte).